# Niue
Niue ou Niuê (pronunciado em português: [njuˈe] ni-u-Ê; em inglês:  Niue, pronunciado: [ˈnjuːeɪ]; em niueano: Niuē) é um país insular localizado na Oceania, 2,4 mil quilômetros a nordeste da Nova Zelândia, a leste de Tonga, ao sul de Samoa e a oeste das Ilhas Cook. A área terrestre de Niue é de cerca de 261 quilômetros quadrados, e sua população, predominantemente polinésia, era de cerca de 1,6 mil em 2016. A ilha é comumente referida como a "Rocha da Polinésia".
Niue é uma das maiores ilhas de coral do mundo. O terreno da ilha tem dois níveis notáveis. O nível mais alto é formado por uma falésia de calcário ao longo da costa, com um planalto no centro da ilha, atingindo aproximadamente sessenta metros acima do nível do mar. O nível mais baixo é um terraço costeiro de aproximadamente 0,5 quilômetro de largura e cerca de 25 a 27 metros de altura, que desce e encontra o mar em pequenas falésias. Um recife de coral rodeia a ilha, com a única grande ruptura no recife na costa ocidental central, perto de Alofi, a capital de Niue. Uma característica notável são as várias cavernas de calcário localizadas perto da costa.
Niue é um estado autônomo em livre associação com a Nova Zelândia; com a defesa e as relações exteriores sendo responsabilidade da Nova Zelândia, porém, essas responsabilidades não conferem direitos de controle e são apenas exercidas a pedido do Governo de Niue. Os niueanos são cidadãos da Nova Zelândia, e o rei Charles III é chefe de estado, em sua condição de rei da Nova Zelândia. Entre 90% a 95% dos niueanos vivem na Nova Zelândia, juntamente com cerca de 70% dos falantes da língua niueana. Num país bilíngue, um número superior a 30% da população de Niue fala niueano e inglês, embora a porcentagem de pessoas monolíngues em inglês seja de apenas 11%, enquanto 46% são falantes monolíngues de niueano. Niue não é um membro da Organização das Nações Unidas (ONU), mas as organizações da ONU aceitaram seu estatuto de um estado em livre associação, equivalente à independência para os propósitos do direito internacional. Como tal, Niue é um membro pleno de algumas agências especializadas da ONU (como a UNESCO e a OMS) e é convidado, juntamente com o outro estado não membro da ONU, as Ilhas Cook, para participar de conferências abertas a "todos os estados" das Nações Unidas. Niue é subdividido em 14 aldeias (municípios). Cada aldeia tem um conselho de aldeia, que elege seu presidente. As aldeias são ao mesmo tempo distritos eleitorais; cada aldeia envia um conjunto para o Parlamento de Niue. Uma nação pequena e altamente democrática, os niueanos desfrutam alta liberdade, e as eleições são realizadas a cada três anos.
Em 2003, Niue tornou-se o primeiro país do mundo a fornecer internet sem fio com financiamento estatal para todos os habitantes. A Associação de Agricultores Orgânicos da Ilha de Niue está atualmente abrindo caminho para um Acordo Ambiental Multilateral, comprometido em tornar Niue a primeira nação totalmente orgânica do mundo até 2020. Líder no crescimento verde, Niue também está em transição para a energia solar, com a ajuda da União Europeia. Niue pretende tornar-se 80% renovável até 2025. Por outro lado, a ilha atualmente lida com uma das maiores taxas de produção de gases de efeito estufa per capita do mundo (atrás apenas de Kuwait e Brunei). Em 2015, Niue começou a fornecer telefones fixos para todos os seus habitantes. Em 2008, tornou-se o primeiro país do mundo onde os laptops são fornecidos para todos os alunos.
Em janeiro de 2004, Niue foi atingido pelo ciclone Heta, que causou grandes danos em toda a ilha, incluindo a destruição da maior parte do sul da capital, Alofi. O desastre fez a ilha voltar a cerca de dois anos do cronograma previsto para implementar o Plano Estratégico Integrado de Niue, já que os esforços nacionais concentraram-se na recuperação. Em 2008, Niue ainda precisava se recuperar completamente.

## História
Por ser um lugar remoto e com diferenças linguísticas e culturais em relação aos habitantes das Ilhas Cook, Niue foi administrada separadamente.
Inicialmente foi habitada por marinheiros polinésios de Tonga, Samoa e das Ilhas Cook. O capitão James Cook foi o primeiro europeu a avistar a ilha, mas não pôde desembarcar devido à oposição da população local. Em resposta, ele nomeou Niue "A Ilha Selvagem".
Missionários cristãos da Sociedade Missionária de Londres converteram a maioria da população por volta de 1846. Em 1887, o Rei Fataaiki escreveu à Rainha Vitória da Inglaterra, pedindo que Niue fosse colocada sob a proteção britânica, mas o seu pedido foi recusado. Em 1900, em resposta a repetidos pedidos, a ilha transformou-se num protectorado britânico e, no ano seguinte, foi anexada à Nova Zelândia. Ganhou autonomia em 1974, como estado associado à Nova Zelândia, que controla os assuntos militares e as relações exteriores da ilha. Em 1965, foi oferecida autonomia a Niue (juntamente com as Ilhas Cook, que aceitaram), mas o governo local pediu que a oferta fosse feita em outra década.
A população da ilha tem diminuído (de um máximo de 5,2 mil em 1966 para 2,1 mil em 2000), com uma emigração substancial para a Nova Zelândia.
Em janeiro de 2004, Niue foi atingida pelo Ciclone Heta, um ciclone devastador que deixou duzentos dos 1,6 mil habitantes da ilha desabrigados. Enquanto alguns residentes locais escolheram não reconstruir suas casas, o ministro de Assuntos Estrangeiros da Nova Zelândia, Phil Goff, especulou que o estatuto de Niue como uma nação autônoma associada à Nova Zelândia poderia ser colocado em questão se muitos residentes partissem da ilha, comprometendo os serviços básicos. Logo depois, o primeiro-ministro de Niue, Young Vivian, rejeitou categoricamente a possibilidade de alterar o relacionamento existente com a Nova Zelândia.

## Política
A constituição de Niue confere autoridade executiva  a Sua Majestade o Rei de Direito da Nova Zelândia e ao Governador Geral da Nova Zelândia. A constituição especifica que, na prática cotidiana, a soberania é exercida pelo Gabinete de Ministros de Niue, que é composto pelo premiê e três outros ministros, que são membros da Assembleia Legislativa de Niue, o parlamento do país, composto por vinte membros eleitos democraticamente, catorze dos quais pelos eleitores de cada aldeia (distrito eleitoral), e seis eleitos por todos os eleitores registrados em todas as circunscrições. Os eleitores devem ser cidadãos da Nova Zelândia, residentes há pelo menos três meses, e os candidatos devem ser eleitores e residentes há pelo menos doze meses. Qualquer pessoa nascida em Niue deve alistar-se como eleitor.
Não há partidos políticos em Niue; todos os membros da assembleia são independentes. O último e único partido político de Niue a ter existido, o Partido do Povo de Niue (1987–2003), ganhou uma vez (em 2002) antes de ser dissolvido no ano seguinte.
O presidente da Câmara da Assembleia Legislativa é eleito pela própria assembleia, na primeira sessão após uma eleição. O novo presidente convoca a eleição do primeiro-ministro, e o candidato que obtiver a maioria dos votos dos vinte membros é eleito. Em seguida, o novo premiê seleciona três outros membros para formar o Gabinete de Ministros, o braço executivo do governo.
Seguindo o modelo de Westminster, além da Assembleia Legislativa e do Gabinete de Ministros, há um Poder Judiciário independente do Executivo e do Legislativo. Niue tem um Tribunal Superior e um Tribunal de Recursos, além de ser possível apelar para o Comitê Judicial do Conselho Privado do Reino Unido, em Londres.
As eleições gerais ocorrem a cada três anos.

## Geografia

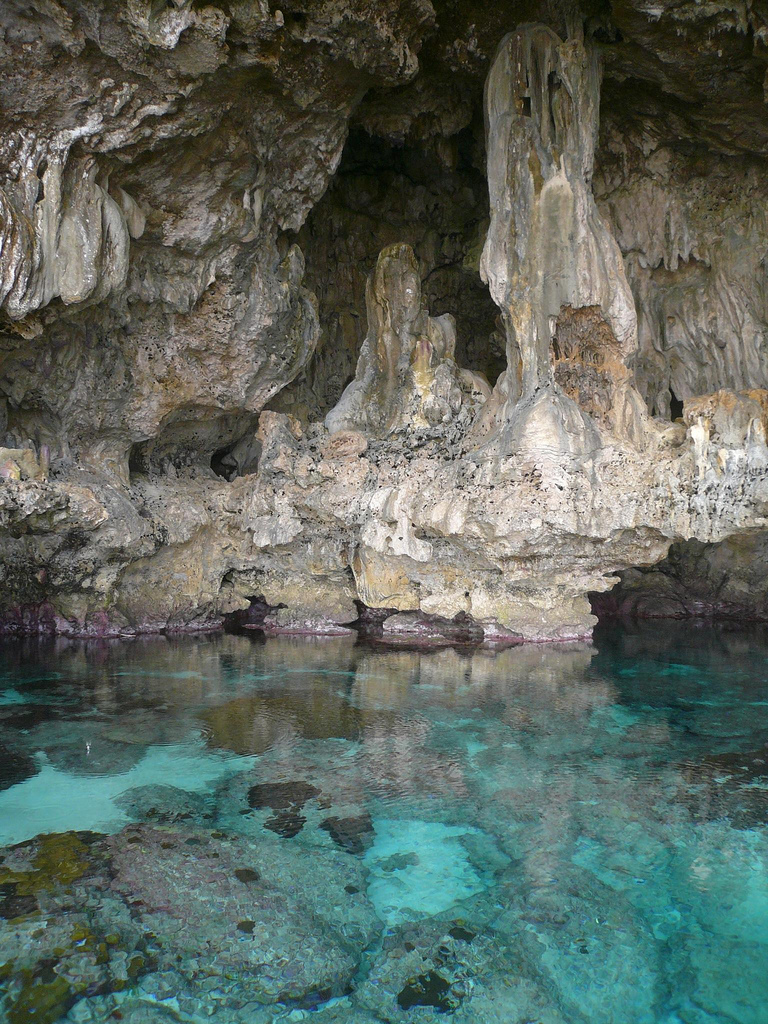
Caverna Avaiki

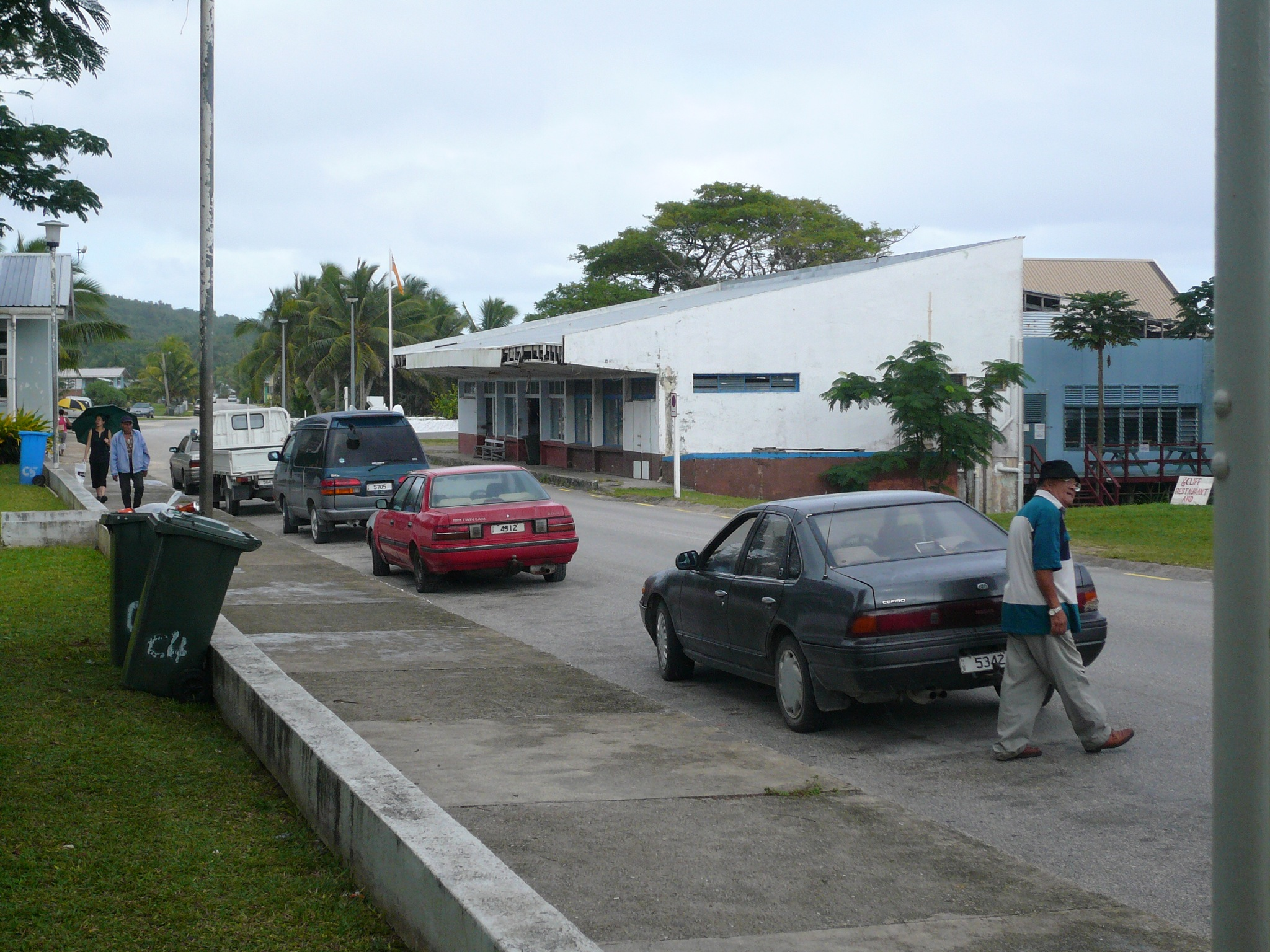
Alofi, a capital e maior cidade de Niue.

Situada entre as coordenadas 19°03′48″S e 169°52′11″W, Niue é uma ilha de 260 km² localizada no Pacífico sul a leste de Tonga. É uma das maiores ilhas-coral do mundo — um atol, com  área de 269 km².
Uma barreira constituída por três recifes de coral periféricos forma um anel que envolve praticamente toda a ilha — com excepção de uma parte na costa oeste, próxima da capital, Alofi. São eles:
- Beveridge Reef, localizado a 20°00'S, 167°48'W, 240 km ao sudeste, que é um atol submerso que seca durante a maré baixa, com  extensão de 9,5 km no sentido norte-sul e 7,5 km de leste a oeste, com área total de 56 km ², sem área de terra e com uma laguna de onze metros de profundidade
- Antíope Reef, a 18°15'S,168°24'W, 180 km ao sudeste, que é um platô circular de aproximadamente quatrocentos metros de diâmetro, com uma profundidade mínima de 9,5 metros
- Haran Reef (Harans Reef), a 21°33'S, 168°55'W, 294 km ao sudeste

Uma característica marcante da ilha é o grande número de cavernas calcárias encontradas próximas da costa. O ponto mais elevado tem 68 metros de altura.
A ilha tem um formato praticamente oval (diâmetro de cerca de dezoito quilômetros), com duas grandes baías recortando a costa oeste (Baía de Alofi, ao centro, e Baía de Avatele, ao sul). Entre estas, está o promontório de Halagigie Point. Uma pequena península, Tepa Point (ou Blowhole Point) está localizada próximo ao vilarejo de Avatele, a sudoeste. A maioria da população de Niue reside perto da costa oeste, próximo à capital, e no noroeste.
Niue apresenta um clima tropical, com o período de chuvas mais extensas ocorrendo entre novembro e abril, moderado por ventos alísios.

## Mídia
Niue possui dois canais de transmissão, a Television Niue e o Radio Sunshine, gerenciados e operados pela Corporação de Radiodifusão de Niue, e um jornal, o Niue Star.

## Cultura
Niue é o berço do artista e escritor neozelandês John Pule, autor de The Shark That Ate the Sun. Em 2005, ele coescreveu Hiapo: Past and Present em Niuean Barkcloth, um estudo de uma forma de arte tradicional de Niue, com o escritor e antropólogo australiano Nicholas Thomas.
O governo possui um departamento, o Taoga Niue, responsável pela preservação da cultura, tradição e patrimônio de Niue. Reconhecendo sua importância, o governo acrescentou o Taoga Niue como o sexto pilar do Plano Estratégico Integrado de Niue.